# Ґалаґанівська вулиця
Ґалаґа́нівська ву́лиця — вулиця у Святошинському районі міста Києва, місцевість Ґалаґани. Пролягає від Берестейского проспекту до Чистяківської вулиці. На відрізку між вулицями Олексія Бездольного і Рене Декарта наявна перерва у проляганні вулиці. Прилучаються вулиці Стрийська, Олексія Бездольного, Рене Декарта та провулок Анатолія Базилевича.

## Історія
Вулиця виникла в середині XX століття під назвою Нова. У 1957 році набула назву Сватовська (на честь міста Сватове).
З 1966 року мала назву вулиця Омеляна Горбачова, на честь більшовицького активіста та партноменклатурника, радянського колаборанта Омеляна Горбачова (1892—1965).
Сучасна назва, що походить від місцевості Ґалаґани — з 2016 року.

## Зображення

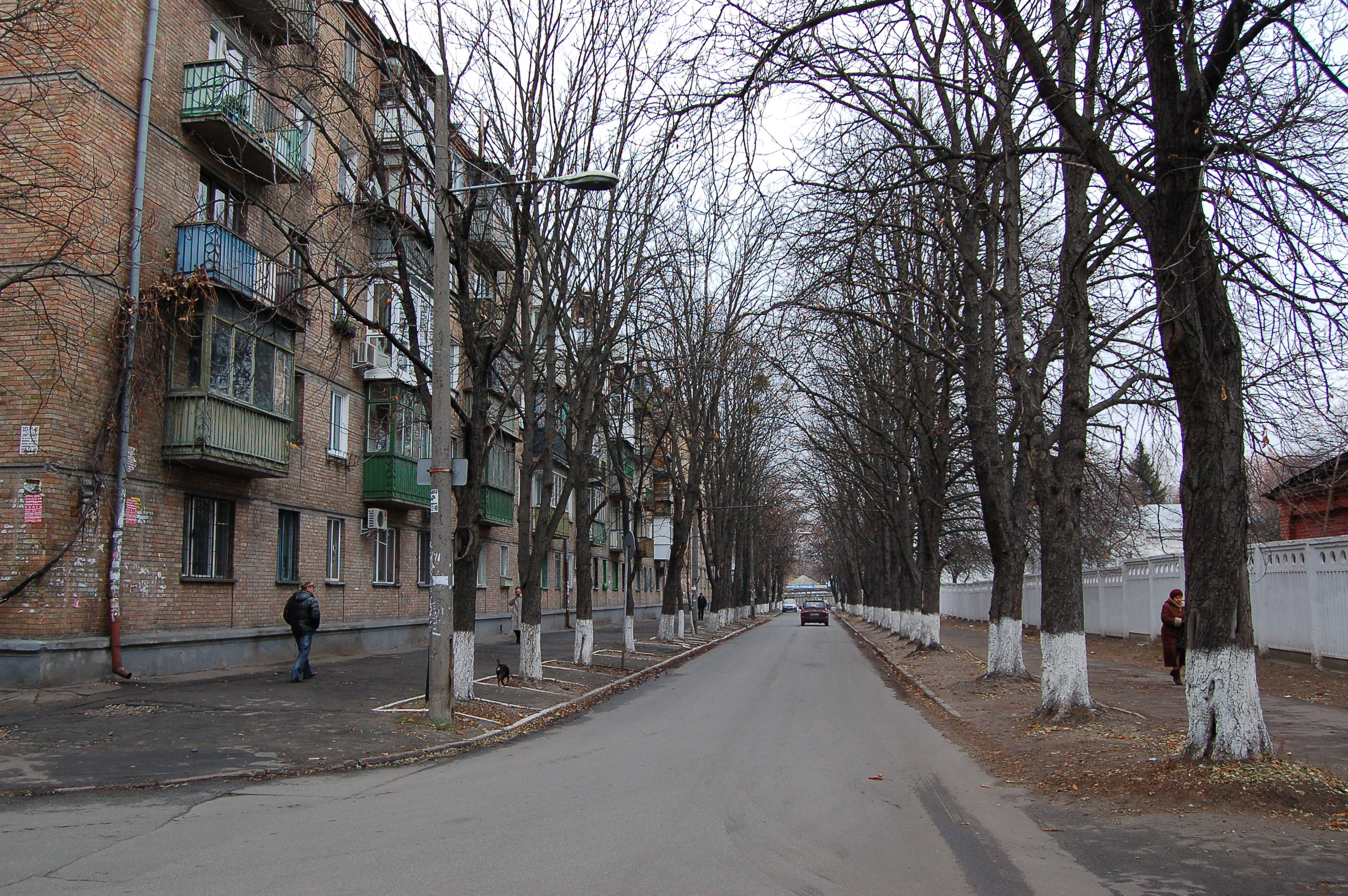
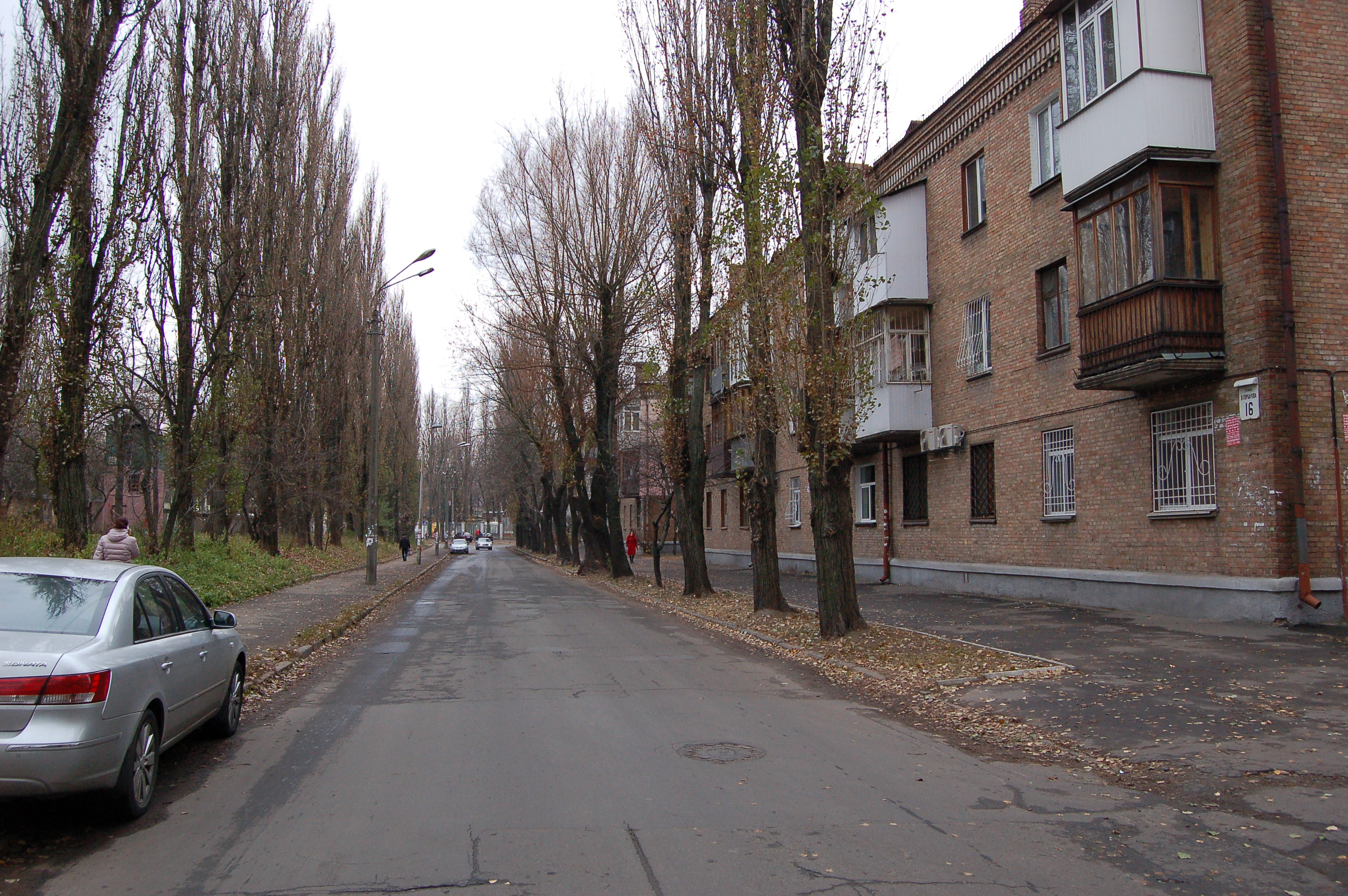
Анотаційна табличка зі старою назвою (буд. № 2/71, демонтовано 2016 року)